# Carl Jenkinson
Carl Daniel Jenkinson (ur. 8 lutego 1992 w Harlow) – angielski piłkarz fińskiego pochodzenia, występujący na pozycji obrońcy. Na szczeblu juniorskim reprezentował zarówno Anglię, jak i Finlandię, jednak w 2012 roku zadebiutował w angielskiej seniorskiej kadrze.

## Kariera klubowa

### Charlton Athletic
Jenkinson rozpoczął swoją karierę w Charlton Athletic. W styczniu 2010 roku został wypożyczony do występującego w Conference South Welling United. W listopadzie 2010 roku został wysłany na trzymiesięczne wypożyczenie do Eastbourne Borough, które grało wówczas w Conference National, jednakże już po miesiącu powrócił do Charltonu. W grudniu 2010 roku Jenkinson zadebiutował w barwach klubu podczas spotkania Football League Trophy przeciwko Brentford, grając przez pełne 90 minut na pozycji prawego obrońcy.

### Arsenal
W czerwcu 2011 roku Jenkinson został zawodnikiem Arsenal, który to klub wykupił go za nieujawnioną kwotę oscylującą w granicach miliona funtów. 16 sierpnia 2011 podczas wygranego 1:0 spotkania fazy eliminacyjnej Ligi Mistrzów z Udinese Calcio, oficjalnie zadebiutował w nowych barwach, zmieniając na początku drugiej połowy kontuzjowanego Johana Djourou. Cztery dni później Jenkinson zaliczył pierwszy mecz w Premier League, zaś Arsenal przegrał 0:2 z Liverpoolem. Po tych spotkaniach zachował swoje miejsce w składzie i wystąpił także w meczu rewanżowym z Udinese oraz na Old Trafford przeciwko Manchesterowi United. Podczas tego drugiego spotkania zanotował asystę przy bramce Robina van Persiego oraz ukarany został czerwoną kartką za faul na Javierze Hernándezie. Z powodu przedłużającej się absencji Bacary’ego Sagny, Jenkinson notował kolejne występy, aż do meczu z West Bromwich Albion, po którym zmuszony został do trzymiesięcznej pauzy z powodu kontuzji pleców. Powrócił w lutym 2012 roku i rozegrał 45. minut w spotkaniu ligi rezerw z Norwich City. Do pierwszego zespołu powrócił kilka dni później, na wygrany 5:2 mecz derbowy z Tottenhamem Hotspur, podczas którego pojawił się na boisku na ostatnie piętnaście minut.
Z powodu urazu Sagny, nominalnego prawego obrońcy, Jenkinson rozpoczął pięć pierwszych spotkań sezonu 2012/13 w podstawowym składzie i zebrał pochlebne recenzje m.in. za występ przeciwko Manchesterowi City. 19 grudnia 2012 roku Jenkison, wraz z Aleksem Oxlade-Chamberlainem, Kieranem Gibbsem, Aaronem Ramseyem oraz Jackiem Wilsherem, związał się nowym, długoterminowym kontraktem z Arsenalem.
Przed rozpoczęciem kolejnych rozgrywek kontuzje wykluczyły z gry Thomasa Vermaelena oraz Laurenta Koscielnego, przez co Sagna przesunięty został na środek obrony, zaś Jenkinson zajął jego miejsce po prawej stronie i wystąpił w trzech pierwszych spotkaniach nowego sezonu. Mimo powrotu Koscielnego, pozostał w podstawowym składzie i zebrał pozytywne recenzje za występ w eliminacjach Ligi Mistrzów przeciwko Fenerbahçe SK.

### West Ham United
31 lipca 2014 roku Jenkinson został na rok wypożyczony do West Hamu United.

## Kariera reprezentacyjna
Ojciec Jenkinson był Anglikiem, zaś matka Finką, dzięki czemu Jenkinson mógł reprezentować na szczeblu juniorskim oba kraje.
Jenkinson ma za sobą grę w reprezentacji Finlandii do lat 19, z którą wziął udział w Memoriale Valentina Granatkina. Podczas turnieju wystąpił w trzech spotkaniach, a także pełnił funkcję kapitana w przegranym 0:1 meczu z Ukrainą.
3 czerwca 2011 roku Jenkinson zadebiutował w kadrze Finlandii do lat 21. Stało się to podczas zremisowanego 0:0 meczu eliminacyjnego młodzieżowych mistrzostw Europy z Maltą.
15 października 2012 Roy Hodgson ujawnił, że Jenkinson dołączył do seniorskiej reprezentacji Anglii na zgrupowaniu przed spotkaniem eliminacyjnymi Mistrzostw Świata 2014 z Polską. Nie otrzymał on jednak powołania, a tylko zastąpił kontuzjowanego Kyle’a Walkera podczas treningów. Hodgson wyznał także, że pomimo rosnącej konkurencji, Jenkinson zdecydował się reprezentować Anglię na szczeblu międzynarodowym. 14 listopada 2012 roku zadebiutował ostatecznie w kadrze A podczas towarzyskiego meczu ze Szwecją.
W październiku 2013 roku Jenkinson otrzymał powołanie do angielskiej reprezentacji U-21 na mecze eliminacyjne młodzieżowych mistrzostw Europy z Litwą i San Marino.

## Statystyki kariery
(aktualne na dzień 15 maja 2016)
| Klub                      | Sezon              | Liga                | Liga  | Liga   | Puchar Anglii | Puchar Anglii | Puchar Ligi | Puchar Ligi | Europa | Europa | Inne  | Inne   | Suma  | Suma   |
| Klub                      | Sezon              | Liga                | Mecze | Bramki | Mecze         | Bramki        | Mecze       | Bramki      | Mecze  | Bramki | Mecze | Bramki | Mecze | Bramki |
| ------------------------- | ------------------ | ------------------- | ----- | ------ | ------------- | ------------- | ----------- | ----------- | ------ | ------ | ----- | ------ | ----- | ------ |
| Charlton Athletic         | 2009/10            | League One          | 0     | 0      | 0             | 0             | 0           | 0           | –      | –      | –     | –      | 0     | 0      |
| Welling United (wyp.)     | 2009/10            | Conference South    | 10    | 0      | 0             | 0             | 0           | 0           | –      | –      | –     | –      | 10    | 0      |
| Charlton Athletic         | 2010/11            | League One          | 8     | 0      | 0             | 0             | 0           | 0           | –      | –      | 1     | 0      | 9     | 0      |
| Eastbourne Borough (wyp.) | 2010/11            | Conference National | 4     | 0      | 0             | 0             | –           | –           | –      | –      | 1     | 0      | 5     | 0      |
| Arsenal                   | 2011/12            | Premier League      | 9     | 0      | 0             | 0             | 1           | 0           | 4      | 0      | –     | –      | 14    | 0      |
| Arsenal                   | 2012/13            | Premier League      | 14    | 0      | 1             | 0             | 1           | 0           | 5      | 0      | –     | –      | 21    | 0      |
| Arsenal                   | 2013/14            | Premier League      | 14    | 1      | 2             | 0             | 2           | 0           | 3      | 0      | –     | –      | 21    | 1      |
| West Ham United           | 2014/15            | Premier League      | 32    | 0      | 4             | 0             | 0           | 0           | –      | –      | –     | –      | 36    | 0      |
| West Ham United           | 2015/16            | Premier League      | 20    | 2      | 1             | 0             | 1           | 0           | 1      | 0      | –     | –      | 23    | 2      |
| Ogólnie w karierze        | Ogólnie w karierze | Ogólnie w karierze  | 111   | 3      | 8             | 0             | 5           | 0           | 12     | 0      | 3     | 0      | 139   | 3      |